# 布赖地区梅尼耶尔
布赖地区梅尼耶尔（法語：Mesnières-en-Bray，法語發音：[mɛnjɛʁ ɑ̃ bʁɛ]）是法国诺曼底大区滨海塞纳省的一个市镇，属于迪耶普区。 

## 地理
布赖地区梅尼耶尔（49°45'49"N, 1°22'56"E）面积15.06 平方千米，位于法国诺曼底大区滨海塞纳省，地处布赖地区的貝蒂訥河沿岸，迪耶普东南约29公里，D1和D97公路交界处。
与布赖地区梅尼耶尔接壤的市镇（或旧市镇、城区）包括：巴约莱、布赖地区比尔、克鲁瓦达勒、弗雷勒、吕西、圣马丹洛尔捷。
布赖地区梅尼耶尔的时区为UTC+01:00、UTC+02:00（夏令时）。

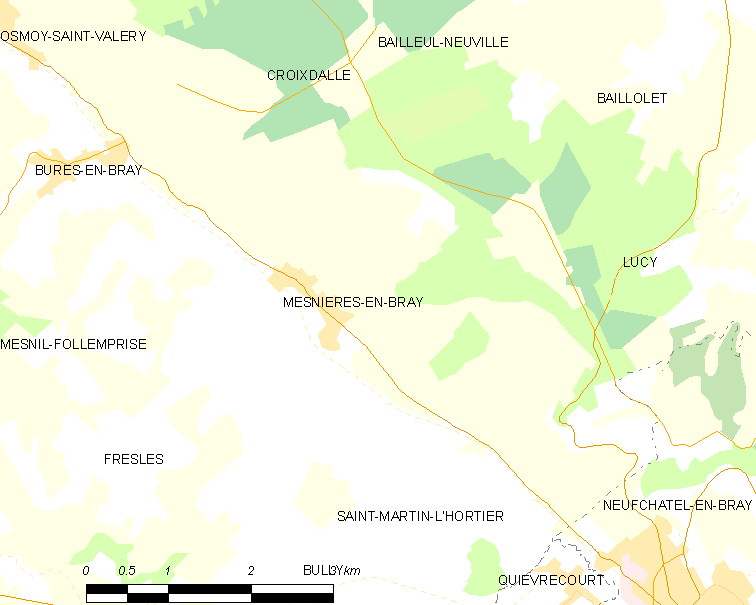
布赖地区梅尼耶尔的OSM定位图

## 行政
布赖地区梅尼耶尔的邮政编码为76270，INSEE市镇编码为76427。

## 政治
布赖地区梅尼耶尔所属的省级选区为布赖地区讷沙泰勒县。

## 人口

1962-2008年间布赖地区梅尼耶尔人口变化图示

布赖地区梅尼耶尔于2022年1月1日时的人口数量为941人。